# Peig Sayers
Peig Sayers (prononcé en anglais : /ˌpɛɡ ˈseɪəz/), née le 29 mars 1873 près de Dún Chaoin dans le Kerry en Irlande, morte le 8 décembre 1958 à Dingle dans le Kerry, est une écrivaine, conteuse et mémorialiste irlandaise, réputée être « l'une des plus grandes conteuses d'histoires de ces derniers temps » selon Seán Ó Súilleabháin.

## Biographie
Máiréad Sayers naît dans le township de Vicarstown, à Dún Chaoin, dans le comté de Kerry. Elle est la plus jeune enfant de la famille. Elle est appelée Peig d'après le nom de sa mère, Margaret Brosnan, dite Peig, de Castleisland. Son père Tomás Sayers est un conteur renommé qui transmet beaucoup de ses contes à sa fille. À l'âge de 12 ans, Peig Sayers est retirée de l'école et part travailler comme domestique au sein de la famille Curran dans la ville voisine de Dingle, où elle dit avoir été bien traitée. Elle y passe deux ans puis tombe malade et rentre chez elle.
Elle passe les années suivantes à travailler comme domestique pour des familles de la classe moyenne. Elle espère rejoindre sa meilleure amie Cáit Boland en Amérique, mais celle-ci lui écrit qu'elle a eu un accident et qu'elle ne peut pas lui envoyer le prix du billet. Elle épouse le 13 février 1892 Pádraig Ó Guithín, un pêcheur originaire de la grande île de Blasket, où elle s'établit alors. Ils ont onze enfants, dont six survivent.
L'universitaire norvégien Carl Marstrander, qui visite l'île en 1907, invite Robin Flower du British Museum à visiter les îles Blaskets. Il y fait la rencontre de Peig Sayers dont il apprécie vivement les histoires. Il les enregistre et les porte à l'attention du monde académique.
Dans les années 1930, Máire Ní Chinnéide, une enseignante de Dublin qui visite régulièrement les îles Blasket, suggère vivement à Peig de raconter sa vie à son fils Mícheál pour l'écrire. Peig Sayers est analphabète en langue irlandaise, n'ayant reçu d'instruction qu'en anglais. Elle dicte alors sa biographie à son fils Mícheál, qui envoie ensuite le manuscrit à Máire Ní Chinnéide à Dublin pour publication ; le livre est publié en 1936.
Pendant plusieurs années à partir de 1938, Peig Sayers dicte 350 légendes anciennes, des histoires de fantômes, des histoires folkloriques et des histoires religieuses à Seosamh Ó Dálaigh de la Commission irlandaise du folklore ; une autre source recense 432 articles recueillis par Ó Dálaigh auprès d'elle, soit 5000 pages de notes. La question se pose de savoir si une informatrice comme elle s'est abstenue de raconter certains histoires délicates à un collecteur masculin, la Commission irlandaise du folklore n'embauchant que des collectionneurs masculins. Elle fait également partie des informateurs qui ne sont pas à l'aise en étant enregistrés mécaniquement par Ediphone, de sorte que ce qu'elle raconte doit être noté sur papier, au stylo.
Elle continue à vivre sur l'île jusqu'en 1942, année où elle retourne à Dunquin sa ville natale. Elle est ensuite transférée dans un hôpital de Dingle, dans le Kerry, où elle meurt en 1958. Elle est enterrée dans le cimetière de Dún Chaoin, Corca Dhuibhne en Irlande.

## Livres
Sayers est surtout connue pour son autobiographie Peig (ISBN 0-8156-0258-8), mais aussi pour le folklore et les histoires enregistrées à Machnamh Seanmhná (Réflexions d'une vieille femme,  (ISBN 978-0-19-281239-1)). Ses livres ne sont pas directement écrits pas elle, mais dictés à d'autres.

### Peig
L'autobiographie Peig est un des exemples les plus connus du « renouveau gaélique » sur les histoires personnelles des habitants des îles Blasket et des autres contrées irlandaises éloignées. Mais ce mouvement devient un objet de moquerie pour ses représentations souvent implacables des difficultés rurales.
Peig raconte les années de déclin du mode de vie traditionnel irlandais caractérisé par la pauvreté, le catholicisme fervent et la mémoire populaire de la violence des gangs, de la grande famine et des lois pénales. Le ton souvent sombre du livre est établi dès ses premiers mots.
Le livre est choisi comme texte pour l'enseignement et l'étude de l'irlandais dans de nombreuses écoles secondaires en Irlande. En tant que livre aux thèmes assez sombres, sa seconde moitié répertoriant une série de malheurs familiaux, sa présence dans le programme irlandais est critiquée pendant quelques années.

## Dans la culture populaire
Dans Paddy Whackery, une émission de télévision en langue irlandaise sur la chaîne de télévision TG4, Fionnula Flanagan joue le rôle du fantôme de Peig Sayers, envoyé à Dublin pour y restaurer la confiance dans la langue irlandaise.
Une pièce de théâtre, Peig: The Musical!, co-écrit par Julian Gough, Gary MacSweeney et la Flying Pig Comedy Troupe, est aussi en partie basée sur l'autobiographie de Peig.